# José Padilla (skladatelj)
José Padilla Sánchez, španski skladatelj in pianist, * 23. maj 1889, Almería, † 25. oktober 1960, Madrid.
Maestro Padilla je najbolj znan po skladbah La Violetera in El Relicario, ki jih je napisal za pevko Raquel Meller. Znana je tudi njegova pasodoble skladba Valencia.
V Franciji je zaslovel s svojimi glasbenimi deli, ki jih je pisal za pariški Moulin Rouge, med katerimi je znana Ça c'est Paris. La Violetero je kot glasbeno podlago za svoj film Luči velemesta leta 1931 uporabil  Charlie Chaplin.

## Izbrana filmografija
Valencia (1927)